# Garrulaxe élégant
Trochalopteron formosum
Espèce
Synonymes
- Garrulax formosus

Statut de conservation UICN

 LC  : Préoccupation mineure
Le Garrulaxe élégant (Trochalopteron formosum) est une espèce de passereau de la famille des Leiothrichidae.

## Description

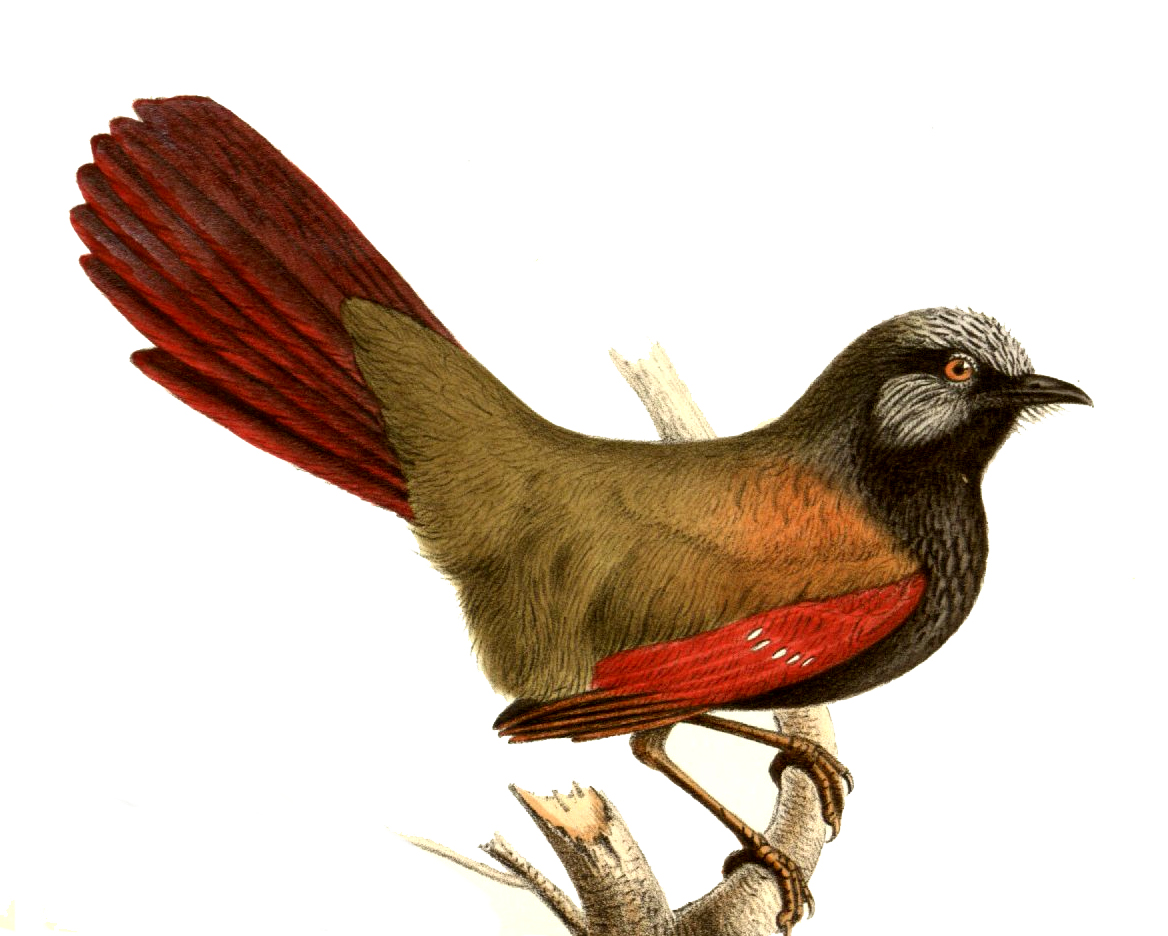
Nouvelles Archives du Muséum d'histoire Naturelle

Il mesure 28 cm pour un poids de 83 à 108 g.

## Répartition et sous-espèces
- T. f. formosum J. P. Verreaux, 1869 : centre de la Chine ;
- T. f. greenwayi (Delacour & Jabouille, 1930) : frontière sino-vietnamienne.